# Yavuz Çetin
Yavuz Hilmi Çetin (n. 25 de septiembre de 1970 en Samsun, Provincia de Samsun - 15 de agosto de 2001 en Estambul, provincia de Estambul) fue un músico y cantautor turco.

## Biografía

### Primeros años y trayectoria profesional
Por razones laborales de su padre, periodista de profesión, Çetin pasó sus primeros años escolares viviendo en diferentes regiones del país. A los 14 años estudiaría música con el guitarrista Ahmet Kanneci, con quien aprendió a interpretar blues y rock. Tras graduarse en el Instituto Haydarpaşa de Estambul debutó con el sencillo I Will Cry en la competición musical de HEY Magazine.
En 1988 ingresó en el departamento de música de la Universidad del Mármara con el fin de ganar más experiencia. Durante su época como universitario, compaginó los estudios con actuaciones en clubes de la zona como Beyaz Ev, Bodrum. En 1991 formó el grupo Blue Blues Band con tres compañeros: Batu Mutlugil, Kerim Çaplı y Sunay Özgür.
A lo largo de su trayectoria colaboró con varios artistas como Teoman, Kıraç, Sibel Tüzün, Soner Arıca, Göksel, Deniz Arcak y Acil Servis.

### Fallecimiento
Desde la publicación de su primer álbum, empezó a arrastrar síntomas de depresión, fruto del estrés también de la urbe. En 2001 fallecería tras tirarse desde el Puente del Bósforo. Fruto de su relación sentimental, tuvo un hijo.

## Discografía
- (1997) İlk...
- (2001) Satılık (a título póstumo)